# Adaeum hoggi
Adaeum hoggi was een hooiwagen uit de familie Triaenonychidae. De wetenschappelijke naam van Adaeum hoggi gaat terug op Forster. Het werd een junior subjectief synoniem van Algidia chiltoni Roewer, 1931 in Forster (1954). Na 2023 de geldige combinatie is Algidia chiltoni Roewer, 1931.